# コンチネンタル・オプ
コンチネンタル・オプ（The Continental Op）は、ダシール・ハメットの作品に登場する架空の私立探偵である。

## キャラクター
コンチネンタル探偵社サンフランシスコ支局（Continental Detective Agency's San Francisco office）に勤務する雇われ私立探偵。身長5フィート6インチ（約167.64cm）、体重190ポンド（約86.2kg）、40歳前後。酒とタバコとポーカーが好き。「コンチネンタル・オプ」は名前ではなく、“コンチネンタル探偵社のオペラティヴ（探偵）”の略であり、本名・素性・経歴等は明らかにされていない。職務のプロとして、粘り強い情報収集を得意とし、担当する事件に対して過度の思い入れを持つことも被害者への感傷もなく、つねに非情なまでにクールにふるまう。依頼者に対しては完全な結果を出せるだけの料金支払いと自分のやり方を通す事への許可を求め、拒否された場合は断る。
モデルは、ハメットが働いていたピンカートン探偵社ボルティモア支局のジェームズ・ライト次長だと言われている。

## 書誌情報
初出はパルプ・マガジン「ブラック・マスク」（1923年10月号）の「放火罪及び……(Arson Plus)」である。36編の短編が書かれ、2つを除いたすべてが「ブラック・マスク」に掲載された。
1927年、ハメットは彼の最初の2つの小説、「Red Harvest」と「Dain Curse」を元にした連作を執筆し、1929年に発表された。また、「Big Knockover」と「$106,000 Blood Money」の連作は1943年に「Blood Money」として発表された。
「Red Harvest」と「Dain Curse」を除く26編は「Vintage Crime、Big Knockover」（1966年）、「The Continental Op」（1974年）、「Nightmare Town」（1999年）の3つのコレクションあるいは「Library of America collection Crime Stories and Other Writings」 (2001年)で読むことが出来る。
1978年、「Dain Curse」は、CBSテレビでジェームズ・コバーン主演のミニシリーズとしてドラマ化された。このミニシリーズにおいて便宜上初めて、オプにハミルトン・ナッシュ(Hamilton Nash)という名前がつけられた。

## 日本語訳作品リスト

### 長編
- 赤い収穫（Red Harvest）：早川書房、ハヤカワミステリ文庫（ISBN 4-15-077302-5）
- デイン家の呪い（The Dain Curse）：早川書房、ハヤカワポケットミステリ（ISBN 4-15-000236-3）

### 日本独自編纂の短編集
- 探偵コンティネンタル・オプ（The Continental Op）：早川書房、ハヤカワポケットミステリ（ISBN 4-15-000586-9）
  - シナ人の死 (Dead Yellow Women)
  - メインの死 (The Main Death)
  - 金の馬蹄 (The Golden Horseshoe)
  - だれがボブ・ディールを殺したか (Who Killed Bob Teal ?)
  - フウジス小僧（キッド） (The Whosis Kid)

- フェアウェルの殺人 ハメット短編全集1 （This King Business and other stories）：東京創元社、創元推理文庫（ISBN 4-488-13004-6）
  - 偉大なる無名氏（エラリー・クイーンによるエッセイ）
  - フェアウェルの殺人 (The Farewell Murder)
  - 黒ずくめの女 (Crooked Souls)
  - うろつくシャム人 (The Creeping Siamese)
  - 新任保安官 (Corkscrew)
  - 放火罪および…… (Arson Plus)
  - 夜の銃声 (Night Shots)
  - 王様稼業 (This King Business)

- コンチネンタル・オプの事件簿 (Arson Plus and Other Stories)：早川書房、ハヤカワミステリ文庫（ISBN 4-15-077305-X）
  - 放火罪および…… (Arson Plus)
  - ターク通りの家 (The House in Turk Street)
  - 銀色の目の女 (The Girl with the Silver Eyes)
  - 血の報酬 でぶの大女 (Blood Money)
  - 血の報酬 小柄な老人 (Blood Money)
  - ジェフリー・メインの死 (The Main Death)
  - 死の会社 (Death and Company)

- コンチネンタル・オプ：集英社、集英社文庫、世界の名探偵コレクション10 
  - 雇われ探偵 (Bodies Piled Up (House Dick))
  - 新任保安官 (Corkscrew)
  - ターク街の家 (The House in Turk Street)
  - 銀色の目の女 (The Girl with the Silver Eyes)